# プリントネット
プリントネット株式会社は、鹿児島県鹿児島市に本社を置き、主にインターネット通販を利用した印刷物の販売を手掛ける企業。

## 概要
1968年に創業し、1987年に法人へ改組。「Printnet」「PrintPro」のブランドで、自社工場で印刷した印刷物をインターネット通販にて販売を行っている。
2019年4月には、民事再生手続中のウイズプリンティングの民事再生スポンサーとなり、ウイズプリンティングから印刷・製本事業を譲受した他、同年11月には新晃社からる印刷通販サイトである「ネットDEコム」事業を譲受した。

## 沿革
- 1968年 - 創業[6]。
- 1987年7月 - 有限会社小田原印刷として法人へ改組[6]。
- 2005年
  - 5月 - 小田原印刷株式会社へ商号変更並びに株式会社へ改組[6]。
  - 10月 - 印刷通販自社サイトを開設[6]。
- 2008年2月 - プリントネット株式会社へ商号変更[6]。
- 2013年8月 - 本部を鹿児島市荒田一丁目から鹿児島市城南町へ移転[6]。
- 2017年10月 - 登記上の本店所在地を鹿児島県姶良市から鹿児島市城南町へ移転[6]。
- 2018年
  - 3月 - 東京本社を開設。
  - 10月18日 - ジャスダック上場。
- 2019年
  - 4月1日 - ウイズプリンティングから印刷・製本事業を譲受。
  - 11月1日 - 新晃社からる印刷通販サイト事業を譲受。
- 2020年4月 - 関西工場を閉鎖し、東京デジタルセンターにおける業務を停止[7]。
- 2022年9月 - 本社を東京都千代田区から登記上の本店と同じ鹿児島市城南町へ移転。

## 事業所
- 本社・カスタマーセンター - 鹿児島県鹿児島市城南町10番7号（登記上の本店）
- 東京西第一工場 - 山梨県上野原市八ツ沢2286-13
- 東京西第二工場 - 山梨県上野原市八ツ沢2193-11
- 九州工場 - 鹿児島県姶良市加治木町木田1377番地23